# Бредихино (Дубенский район)
Бредихино — деревня в Дубенском районе Тульской области России.
В рамках административно-территориального устройства входит в Воскресенский сельский округ Дубенского района, в рамках организации местного самоуправления включается в Воскресенское сельское поселение.

## География
Находится возле границ городского округа г. Тула.
Расстояние до районного центра Дубна — 17 км, до областного центра Тула — 27 км.
Ближайшие населенные пункты
Доброе Семя, Красавка — 1 км, Яньково — 1 км, Улыбышево — 1 км, Савостьяново — 2 км, Буравлянка — 2 км, Астафьево — 3 км, Баздрёво — 3 км, Кожино — 3 км, Малые Кузьменки — 3 км, Елагино — 4 км, Чириково — 4 км, Слобода — 4 км, Южный — 4 км, Кураково — 4 км.

## Население
| 2010 |
| ---- |
| 39   |

## Известные жители
Здесь, в имении отца, провёл свои детские годы Виктор Бобынин (1849—1919) — российский учёный, педагог, историк математики; один из авторов Энциклопедического словаря Брокгауза и Ефрона.

## Транспорт
Расположено на автотрассе Р139 Тула-Одоев.